# Яги-Какси (Граховский район)
Яги-Какси — деревня в Граховском районе Удмуртии, входит в состав Котловского сельского поселения.

## История
По итогам десятой ревизии в 1859 году в 15 дворах казённой деревни Яги Какся при речке Яге проживало 138 жителей, работала водяная мельница.
До 1921 года деревня входила в состав Граховской волости Елабужского уезда (с 1921 года — Можгинского уезда), с 1924 года в составе Граховского сельсовета. В результате реформы местного самоуправления 2004 года, Граховский сельсовет был разукрупнён и деревня вошла в состав Котловского сельского поселения.

## Улицы
- улица Луговая
- улица Октябрьская
- улица Осиновская